# Coats Facula
Coats Facula est une zone brillante sur Titan, satellite naturel de Saturne.

## Caractéristiques
Coats Facula est centrée sur 11,1° de latitude sud et 29,2° de longitude ouest, et mesure 80 km dans sa plus grande dimension.

## Observation
Coats Facula a été découverte par les images transmises par la sonde Cassini.
Elle a reçu le nom de l'île Coats, une île du Canada.